# In the Dark (chanson de Purple Disco Machine et Sophie and the Giants)
Pour les articles homonymes, voir In the Dark.
Singles par Purple Disco Machine
Rise
(2021) Twisted Mind
(2022)
Singles par Sophie and the Giants
Falene
(2021) We Own the Night
(2022)
Clip vidéo
[vidéo] « In the Dark », sur YouTube
In the Dark est une chanson du disc jockey allemand Purple Disco Machine et du groupe britannique Sophie and the Giants. Elle est sortie le 21 janvier 2022 en tant que single de l'édition deluxe du deuxième album de Purple Disco Machine, Exotica. Le titre marque la seconde collaboration entre les deux artistes après le titre Hypnotized en 2020.

## Composition
In the Dark est une chanson nu-disco, inspirée de l'italo-disco, composée en sol bémol mineur avec un tempo de 116 battements par minute

## Sortie et promotion
La sortie du titre a été encouragée par le succès du titre Hypnotized. Schmidt a annoncé le titre sur ses réseaux sociaux le 10 janvier 2022.

## Clip vidéo
Le clip vidéo est sorti le 21 janvier 2022 et est réalisé par Dimitri Tsvetkov. Il prend place au Café Keese à Berlin-Ouest, RFA, et raconte une histoire d'amour interdite, surveillée par des espions et des services secrets,.

## Crédits
Crédits provenant de Tidal
- Tino Schmidt – interprète, écriture, composition
- Sophie Scott – interprète, écriture, composition
- José Coelho – écriture, composition
- Ed Cosens – écriture, composition
- Olivia Sebastianelli – écriture, composition
- Ryan Sewell – écriture, composition
- Dimitri Tikovoï – écriture, composition
- David Paulicke – mixage

## Liste des pistes
| 1. | In the Dark                | 3:05 |
| 2. | In the Dark (Extended Mix) | 5:19 |
| 3. | In the Dark (Club Dub Mix) | 5:04 |

| 1. | In the Dark (Oliver Heldens Remix) | 4:27 |

| 1. | In the Dark (Ron Basejam Remix)   | 6:16 |
| 2. | In the Dark (Ron Basejam Dub Mix) | 8:54 |

| 1. | In the Dark (Aeroplane Remix) | 3:47 |

## Classements et certifications
| \| Classement (2022) \| Meilleure position \| \| ----------------------------------------------------- \| ------------------ \| \| Allemagne (GfK Entertainment)[9] \| 12 \| \| Autriche (Ö3 Austria Top 40)[10] \| 26 \| \| Belgique (Flandre Ultratop 50 Singles)[11] \| 4 \| \| Belgique (Wallonie Ultratop 50 Singles)[8] \| 3 \| \| Bulgarie (PROPHON)[12] \| 1 \| \| États-Unis (Billboard Hot Dance/Electronic Songs)[13] \| 37 \| \| France (SNEP)[14] \| 76 \| \| France (SNEP Radio)[15] \| 7 \| \| Hongrie (Rádiós Top 40)[16] \| 3 \| \| Hongrie (Single Top 40)[17] \| 9 \| \| Italie (FIMI)[18] \| 68 \| \| Lituanie (AGATA)[19] \| 72 \| \| Pays-Bas (Nederlandse Top 40)[20] \| 3 \| \| Pays-Bas (Single Top 100)[21] \| 25 \| \| Pologne (ZPAV)[22] \| 2 \| \| Slovaquie (IFPI Rádio)[23] \| 6 \| \| Suisse (Schweizer Hitparade)[24] \| 40 \| |                    |
| Classement (2022) | Meilleure position |
| Allemagne (GfK Entertainment) | 12                 |
| Autriche (Ö3 Austria Top 40) | 26                 |
| Belgique (Flandre Ultratop 50 Singles) | 4                  |
| Belgique (Wallonie Ultratop 50 Singles) | 3                  |
| Bulgarie (PROPHON) | 1                  |
| États-Unis (Billboard Hot Dance/Electronic Songs) | 37                 |
| France (SNEP) | 76                 |
| France (SNEP Radio) | 7                  |
| Hongrie (Rádiós Top 40) | 3                  |
| Hongrie (Single Top 40) | 9                  |
| Italie (FIMI) | 68                 |
| Lituanie (AGATA) | 72                 |
| Pays-Bas (Nederlandse Top 40) | 3                  |
| Pays-Bas (Single Top 100) | 25                 |
| Pologne (ZPAV) | 2                  |
| Slovaquie (IFPI Rádio) | 6                  |
| Suisse (Schweizer Hitparade) | 40                 |

## Certifications
| Pays                                                                       | Certification | Ventes certifiées |
| -------------------------------------------------------------------------- | ------------- | ----------------- |
| Allemagne (BVMI)                                                           | Or            | 200 000‡          |
| Autriche (IFPI Autriche)                                                   | Or            | 15 000‡           |
| France (SNEP)                                                              | Or            | 100 000‡          |
| Italie (FIMI)                                                              | Or            | 50 000‡           |
| Suisse (IFPI Suisse)                                                       | Or            | 10 000‡           |
| xNon précisé par la certification ‡ventes/streaming selon la certification |               |                   |